# Luciana Sbarbati
Luciana Sbarbati (ur. 10 maja 1946 w Rzymie) – włoska polityk i nauczycielka akademicka, parlamentarzystka krajowa i europejska.

## Życiorys
Ukończyła studia z zakresu filozofii i psychologii na Wolnym Uniwersytecie Najświętszej Maryi Wniebowziętej w Rzymie (LUMSA). Pracowała jako wykładowca akademicki, doszła do stanowiska docenta.
Należała do Włoskiej Partii Republikańskiej, zasiadała w jej władzach krajowych. W latach 1992–2001 z ramienia PRI zasiadała w Izbie Deputowanych XI, XII i XIII kadencji. Pełniła funkcję wiceprzewodniczącej komisji kultury tej izby. W 1999 jako jedyny przedstawiciel republikanów uzyskała mandat posłanki do Parlamentu Europejskiego V kadencji.
W 2001 opowiedziała się przeciwko przejściu PRI z Drzewa Oliwnego do centroprawicowego Domu Wolności. Założyła wówczas własne ugrupowanie pod nazwą Europejski Ruch Republikański, które pozostało członkiem centrolewicowej koalicji. Z listy Drzewa Oliwnego w 2004 po raz drugi została wybrana na eurodeputowaną. W 2007 wraz z MRE przystąpiła do Partii Demokratycznej, przekształcając swoje ugrupowanie w partię stowarzyszoną z PD. W przedterminowych wyborach parlamentarnych w 2008 została wybrana do Senatu XVI kadencji, rezygnując tym samym z zasiadania w PE. Mandat senatora wykonywała do 2013. Dwa lata wcześniej powróciła z MRE do PRI. W 2020 zainicjowała jednak reaktywację Europejskiego Ruchu Republikańskiego.